# Черемошна Воля
Черемо́шна Во́ля — село в Україні, у Головненській селищній громаді Ковельського району Волинської області. Населення становить 442 осіб.

## Географія
У селі бере початок річка Карніївка, ліва притока Вижівки.

## Історія
Колишня назва Черемшанова Воля. Розташоване в урочищі Черемшане.

## Населення
Згідно з переписом УРСР 1989 року чисельність наявного населення села становила 482 особи, з яких 239 чоловіків та 243 жінки.
За переписом населення України 2001 року в селі мешкало 439 осіб.

### Мова
Розподіл населення за рідною мовою за даними перепису 2001 року:
| Мова       | Відсоток |
| ---------- | -------- |
| українська | 99,77 %  |
| російська  | 0,23 %   |

### Уродженці
- Булавка Микола Володимирович (1974—2022) — прапорщик Збройних сил України, учасник російсько-української війни, що загинув у ході російського вторгнення в Україну в 2022 році.